# Tetragastris occhionii
Tetragastris occhionii là một loài thực vật có hoa trong họ Burseraceae. Loài này được (Rizzini) D.C. Daly miêu tả khoa học đầu tiên năm 1989.